# Verderio Inferiore
Verderio Inferiore – miejscowość i gmina we Włoszech, w regionie Lombardia, w prowincji Lecco.
Według danych na rok 2004 gminę zamieszkiwało 2238 osób, 746 os./km².